# Widekmühle

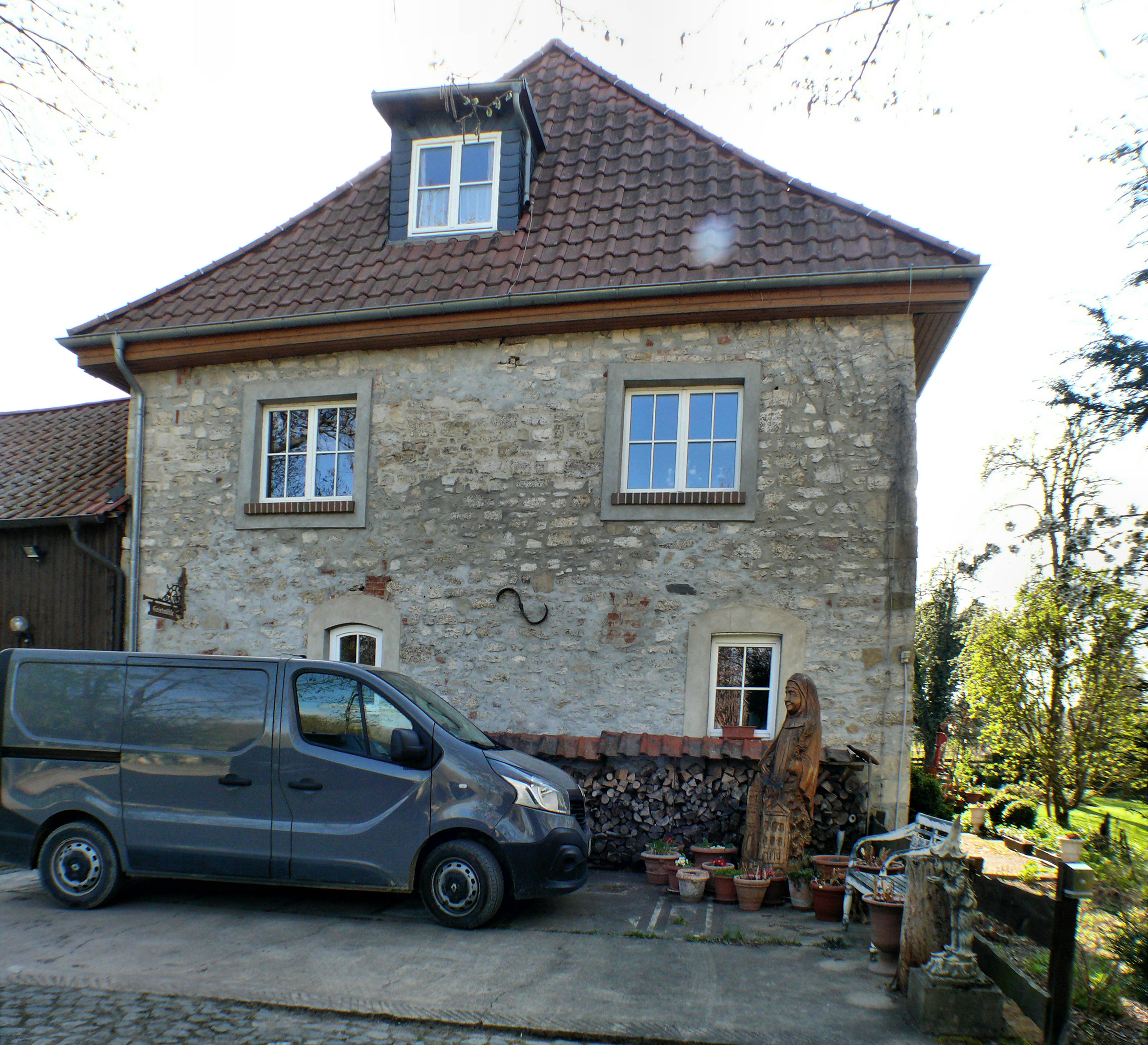
Widekmühle bei Halberstadt

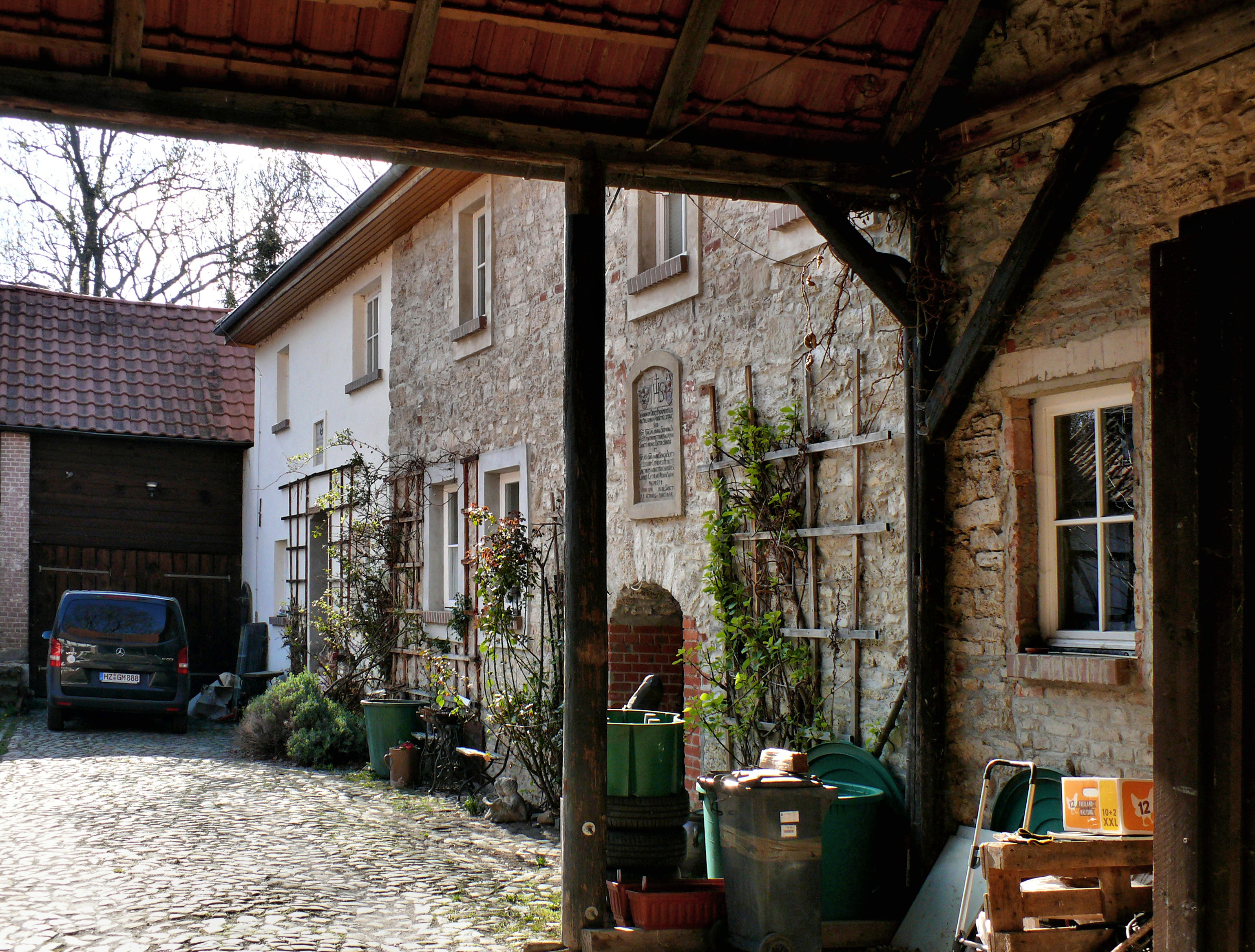
Blick in den Innenhof

Die Widekmühle (auch Warmholzmühle oder Klostermühle) ist ein denkmalgeschützter Mühlenhof im Ortsteil Wehrstedt der Stadt Halberstadt in Sachsen-Anhalt.

## Lage
Die Mühle liegt an der Alten Holtemme nordöstlich von Wehrstedt, zwischen dem Halberstädter See und dem Campingplatz am See.

## Architektur und Geschichte
Der Vorgängerbau der Widekmühle entstand 1228 in der Nähe des der Bischofsstadt Halberstadt vorgelagerten Ortes Wehrstedt. Die Mühle gehörte zum Burchardikloster. Es handelte sich um eine Wassermühle, die 1643 – am Ende des Dreißigjährigen Krieges – von den Schweden in Brand gesteckt und 1701 wieder aufgebaut wurde.
Im Denkmalverzeichnis für die Stadt Halberstadt ist der Mühlenhof unter der Erfassungsnummer 094 03139 als Baudenkmal „Mühle in der Wideck“ eingetragen.

## Heutige Nutzung
Der Vierseitenhof wird für Ferienwohnungen und als privates Wohngebäude genutzt, das Sitz des Geistmühle-Verlages ist, der u. a. Bücher von Kathrin R. Hotowetz verlegt. Die Mühle ist jedoch nicht mit der historischen Geistmühle identisch, die sich etwas weiter flussabwärts befand.